# Arquitectura moderna de Brasil
La arquitectura moderna de Brasil fue una producción artística, ocurrida en el período 1930-1960. Recibió la influencia directa del movimiento moderno europeo, en particular de Le Corbusier. En el Brasil se puede encontrar como ejemplo de arquitectura moderna el Museo Oscar Niemeyer.

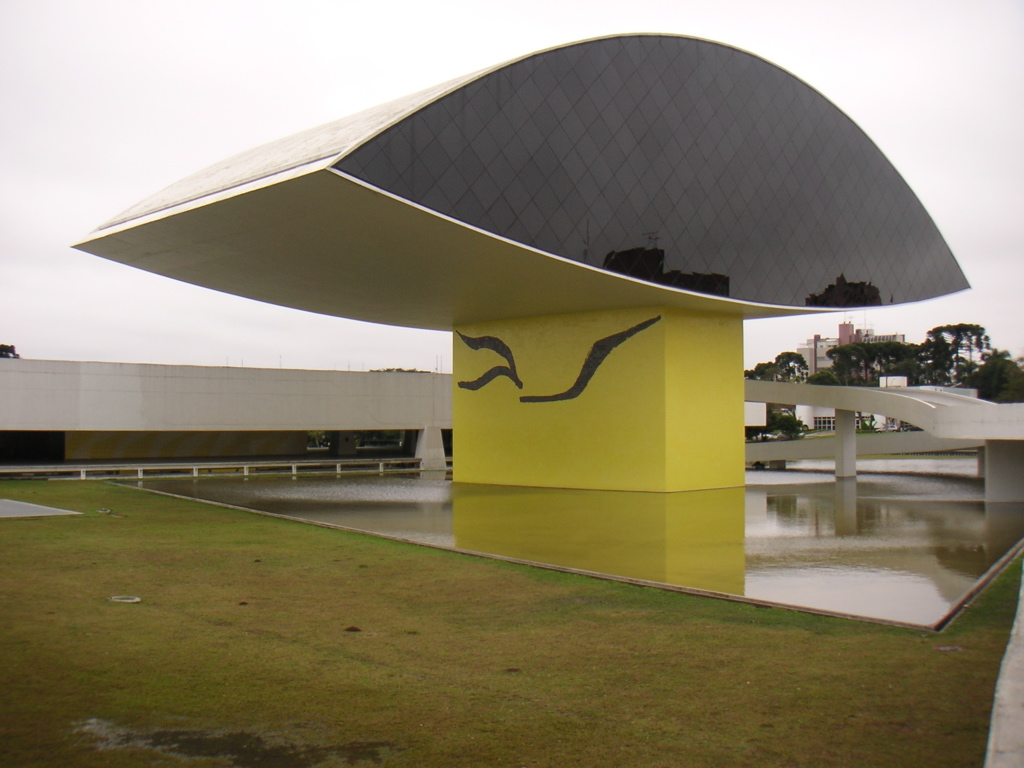
Museo Oscar Niemeyer.

## Durante la dictadura
La arquitectura brasileña es famosa, pero esta fama se basa en el trabajo de unos pocos arquitectos - Oscar Niemeyer, Lúcio Costa, Affonso Reidy y otros dos cuyos proyectos fueron construidos en la segunda mitad del siglo XX.
De hecho, el desarrollo de una crítica de la arquitectura moderna en Brasil era impensable porque este estilo fue reconocido desde el primer momento como genuinamente nacional. Como dijo Banham en 1962, Brasil fue el primer país en crear un «estilo nacional de la arquitectura moderna». Desde 1920, el desarrollo del modernismo en toda expresión artística brasileña estaba ligada a la búsqueda de un proyecto nacional; cualquier crítica de este proyecto fue considerado como una traición. La censura y el miedo a la persecución pusieron fin a la crítica, y muchos arquitectos alineados con la izquierda fueron exiliados (como Oscar Niemeyer) u obligados a dejar de trabajar.